# 386 Зіґена
386 Зіґена (386 Siegena) — астероїд головного поясу, відкритий 1 березня 1894 року Максом Вольфом у Гейдельберзі.
Тіссеранів параметр щодо Юпітера — 3,175.